# Fruška Gora

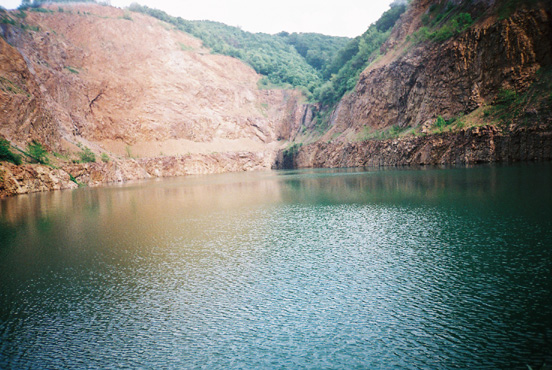
Lacul Ledinci

Fruška Gora (în sârbă și croată Fruška Gora, în sârbă cu caractere chirilice Фрушка Гора, în maghiară Tarcal, în latină Alma Mons) este un munte în nordul Syrmiei, în Serbia. O mică parte din munte se găsește in Croația. 
Muntele măsoară 80 pe 15 km. Vârful Crveni Čot are 539 m. Coasta muntelui Fruska Gora este foarte propice pentru cultivarea viței de vie, în regiune se produc diverse tipuri de vin. O mare parte a zonei (aprox. 25.525 km²) este parc național în  Serbia din 1960.